# المدرسة الغياثية (بغداد)
المدرسة الغياثية مدرسة تاريخية يعود تأسيسها إلى العصر العباسي في بغداد. أنشأها الملك غياث الدين مسعود بن محمد بن ملكشاه السلجوقي في الجزء الشرقي من المدينة.  وتُعتبر هذه المدرسة من المدارس المُخصّصة للمذهب الحنفي.  إلا أنها لم تعد موجودة اليوم.